# Elaeocarpus gaoligongshanensis
Elaeocarpus gaoligongshanensis är en tvåhjärtbladig växtart som beskrevs av Y.Tang & Z.L.Dao. Elaeocarpus gaoligongshanensis ingår i släktet Elaeocarpus och familjen Elaeocarpaceae. Inga underarter finns listade i Catalogue of Life.